# Papestra cristifera
Papestra cristifera là một loài bướm đêm trong họ Noctuidae.